# Mehdi Hasan
Mehdi Raza Hasan (Swindon, 10 luglio 1979) è un giornalista e scrittore britannico naturalizzato statunitense.

## Biografia
Laureato alla Christ Church di Oxford, Hasan ha iniziato la sua carriera televisiva come ricercatore e poi produttore nel programma Jonathan Dimbleby della ITV . Dopo un periodo al programma The Politics Show della BBC, è diventato viceproduttore esecutivo del programma mattutino Sunrise di Sky, prima di passare a Channel 4 come caporedattore delle notizie e dell'attualità. Nel 2009 è stato nominato caporedattore della rubrica politica del New Statesman, mentre nel 2012 è diventato presentatore del canale di notizie in inglese di Al Jazeera e nel 2015 si è trasferito a Washington per lavorare a tempo pieno per Al Jazeera su UpFront  e condurre il podcast Deconstructed prodotto dalla pubblicazione online The Intercept dal 2018 al 2020.
Hasan è l'autore di Win Every Argument e coautore di una biografia dell'ex leader del Partito Laburista Ed Miliband. In precedenza è stato il redattore politico dell'edizione britannica dell'Huffington Post e il presentatore dei programmi di Al Jazeera The Café, Head to Head e UpFront . Fondatore della società di media Zeteo, ha presentato The Mehdi Hasan Show su Peacock da ottobre 2020 e su MSNBC da febbraio 2021 fino alla cancellazione dello spettacolo nel novembre 2023. Il 7 gennaio 2024 ha annunciato che avrebbe lasciato MSNBC. Nel febbraio 2024 si è unito al Guardian in qualità di editorialista. Hasan è tornato come presentatore di Head to Head nel giugno 2024. Ha inoltre creato la società di media digitali Zeteo News nel febbraio 2024, con l'obiettivo di "presentare un'ampia gamma di opinioni e idee, non solo le sue".